# Gunnar Solka

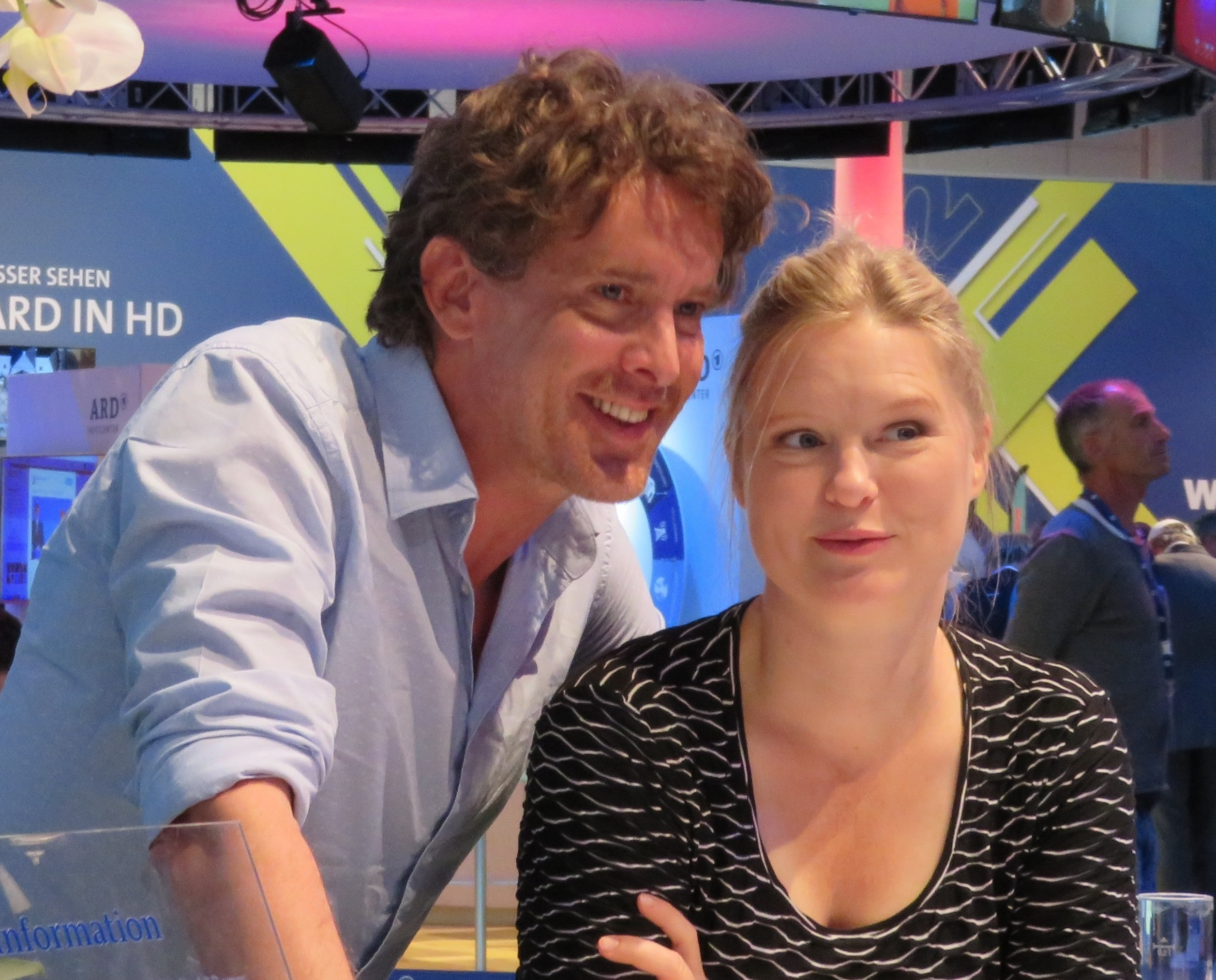
Die Schauspieler Gunnar Solka und Sybille Waury aus der Serie Lindenstraße 2017

Gunnar Solka (* 20. November 1970 in Osterburg) ist ein deutscher Schauspieler.
Bekannt ist Gunnar Solka durch seine Rolle des Peter „Lotti“ Lottmann in der ARD-Serie Lindenstraße, die er von 2004 bis zum Ende der Serie 2020 spielte.

## Leben
Nach einem Volontariat und der Arbeit als Redakteur bei der Tageszeitung Altmark-Zeitung wechselte Solka nach dem Zivildienst den Beruf und absolvierte von 1996 bis 1999 seine Schauspielausbildung am Schauspiel München. Seit 1998 spielte er am Theater unter anderem unter der Regie von Cordula Trantow (Valentin in Faust I), Anna Bergmann (Bubi Petrell in Krankheit der Jugend), Jo Vossenkuhl (Hölderlin in Wittgensteins Horrortrip) und Philine Velhagen (Tränenforscher Tom in Warum man im Kino weint). Er spielte ab 1999 in mehreren Kurzfilmen mit. Danach folgten Rollen in Fernsehserien wie beispielsweise Marienhof, SOKO 5113, Sommernachtstod.
Im Jahr 2004 begann sein Engagement in der Lindenstraße, in der er 16 Jahre bis zum Ende der Serie 2020 eine Hauptrolle als schwuler Peter "Lotti" Lottmann spielte.
Gunnar Solka arbeitet auch als Sprecher, so 2021 als Erzähler des Romans "Sechs Tage" von Thomas Platt und Julius Grützke als Hörbuch und 2022 als Erzähler und Hauptfigur Toad in Sina Karstädts Hörspiel In Between von Lena Grabowski. In der szenischen Lesung "Rainbow Stories" machte Solka die Geschichten von vier queeren Geflüchteten im Rahmen der Frankfurter Buchmesse 2023 in Monologen erlebbar und wiederholte dies bei der Frankfurter Buchmesse 2024.
Gunnar Solka lebt in Berlin.

## Filmografie (Auswahl)
- 1998: Der König (Fernsehserie, 1 Folge)
- 1999: Julias Spaziergang (Kurzfilm)
- 1999: Bitter Fruits (Kurzfilm)
- 2000: Vorsicht Falle!
- 2000: Marienhof (Fernsehserie, 9 Folgen)
- 2001: Alles Zombies
- 2002: Aktenzeichen XY … ungelöst
- 2002: Alster-Tanz
- 2003: Sommernachtstod
- 2003: SOKO München (Fernsehserie, 1 Folge)
- 2003: Er oder keiner
- 2004–2020: Lindenstraße (Fernsehserie)
- 2004: Die Eisblumenfarm
- 2011: Das große Comeback
- 2019: Life (Social Spot)
- 2019: Der blinde Bauer (Kurzfilm)
- 2020: Leukosia (Kurzfilm)
- 2024: Pinki (Kinofilm)